# داريوس مارسينياك
داريوس مارسينياك (بالبولندية: Dariusz Marciniak)‏ هو لاعب كرة قدم بولندي في مركز الهجوم، ولد في 30 أكتوبر 1966 في جيشوف في بولندا، وتوفي في 27 أبريل 2003 في كاليش في بولندا. شارك مع منتخب بولندا لكرة القدم. أما مع النوادي، فقد لعب مع زاغويمبيه لوبين وشلوسك فروتسلاو ونادي رويال شارلروا ونادي سينت ترويدن ونادي غويونيون ونادي هسن كاسل وويدزي لودز.

## وصلات خارجية
- داريوس مارسينياك على موقع الاتحاد الأوربي (الإنجليزية)
- داريوس مارسينياك على موقع قاعدة بيانات كرة القدم.إي يو (الإنجليزية)
- داريوس مارسينياك على موقع ناشيونال فوتبول تيمز (الإنجليزية)